# San Marino na Zimowych Igrzyskach Olimpijskich 1976
San Marino na Zimowych Igrzyskach Olimpijskich 1976 w austriackim Innsbrucku reprezentowało dwóch mężczyzn, którzy wystartowali w narciarstwie alpejskim.
Był to pierwszy start San Marino na zimowych igrzyskach olimpijskich.

## Wyniki

### Narciarstwo alpejskie
| Zawodnik            | Konkurencja   | Wyścig 1     | Wyścig 1 | Wyścig 2     | Wyścig 2 | Suma         | Suma    |
| Zawodnik            | Konkurencja   | Czas         | Miejsce  | Czas         | Miejsce  | Czas         | Miejsce |
| ------------------- | ------------- | ------------ | -------- | ------------ | -------- | ------------ | ------- |
| Giorgio Cecchetti   | Slalom gigant | 2:37.15      | 82       | 2:41.02      | 51       | 5:18.17      | 51      |
| Maurizio Battistini | Slalom gigant | 2:33.33      | 81       | Nie ukończył | –        | Nie ukończył | –       |
| Maurizio Battistini | Slalom        | Nie ukończył | –        | –            | –        | Nie ukończył | –       |